# Christine Singer
Christine Singer, née le 24 juillet 1965 à Weilheim in Oberbayern (RFA), est une femme politique allemande. Membre des Électeurs libres (FW), elle est élue députée européenne le 9 juin 2024.

## Biographie
Christine Singer suit initialement une formation de femme de ménage avant de travailler en tant qu'agricultrice.
De 2002 à 2008, elle est membre du conseil municipal de Garmisch-Partenkirchen avant de devenir membre de l'assemblée de l'arrondissement de Garmisch-Partenkirchen.
Candidate sur la liste des Électeurs libres (FW) pour les élections européennes de 2024, elle est élue députée européenne le 9 juin 2024.